# Татарово (Кирилловский район)
Татарово — деревня в Кирилловском районе Вологодской области.
Входит в состав Ферапонтовского сельского поселения, с точки зрения административно-территориального деления — в Ферапонтовский сельсовет.  По переписи 2002 года население — 17 человек.

## География
Расположена на берегу озера Татаровское и реки Иткла. 
Географическое положение
Расстояние по автодороге до районного центра Кириллова — 22 км, до центра муниципального образования Ферапонтово — 10,5 км. Ближайшие населённые пункты — Васняково, Шлюз № 4, Красново, Лукинское-2, Запань-Нова.

## Население
| 2010 |
| ---- |
| 14   |

## Инфраструктура
Личное подсобное хозяйство.

## Транспорт
Просёлочная дорога с выездом на федеральную трассу А-119. 